# Kasteel Heumen
Kasteel Heumen is een voormalig kasteel gelegen ten zuiden van het dorp Heumen in de provincie Gelderland. Het terrein is tegenwoordig vanuit de lucht nog enigszins herkenbaar.

## Geschiedenis
De oudste vermelding stamt uit 1138 als hoge heerlijkheid, in het bezit van de graaf van Dale. In het jaar 1348 stond ene Johan van Groesbeek bekend als Heer van Heumen. Het kasteel heeft veel strijd gekend met name tijdens de Tachtigjarige Oorlog toen het aan Staatse zijde stond. Er werden diverse pogingen ondernomen het kasteel in te nemen. In het jaar 1585 werd zij door Spaanse troepen grotendeels verwoest. Tussen 16 en 18 december van dat jaar werd het kasteel onophoudelijk beschoten met zeven zware kanonnen. In 1660 was de ruïne bezit van Baron van Steenhuis die er nog een tijd woonde. Uiteindelijk kocht de familie Craan in 1769 de ruïne. Zij sloopten de ruïne in 1790, en bouwden een nieuw kasteel op deze plek. Dit huis werd uiteindelijk ook weer gesloopt in het jaar 1809. In deze tijd waren er nog enkele restanten zichtbaar van muren, en een half ingegroeide gracht.
In de jaren dertig van de 20e eeuw werd in opdracht van J. Luden van Heumen het kasteelterrein geëgaliseerd. In 1980 heeft uitgebreid archeologisch onderzoek plaatsgevonden op het kasteelterrein waarbij de fundamenten werden blootgelegd. Nadien is het terrein enigszins opgehoogd om het herkenbaar te maken.

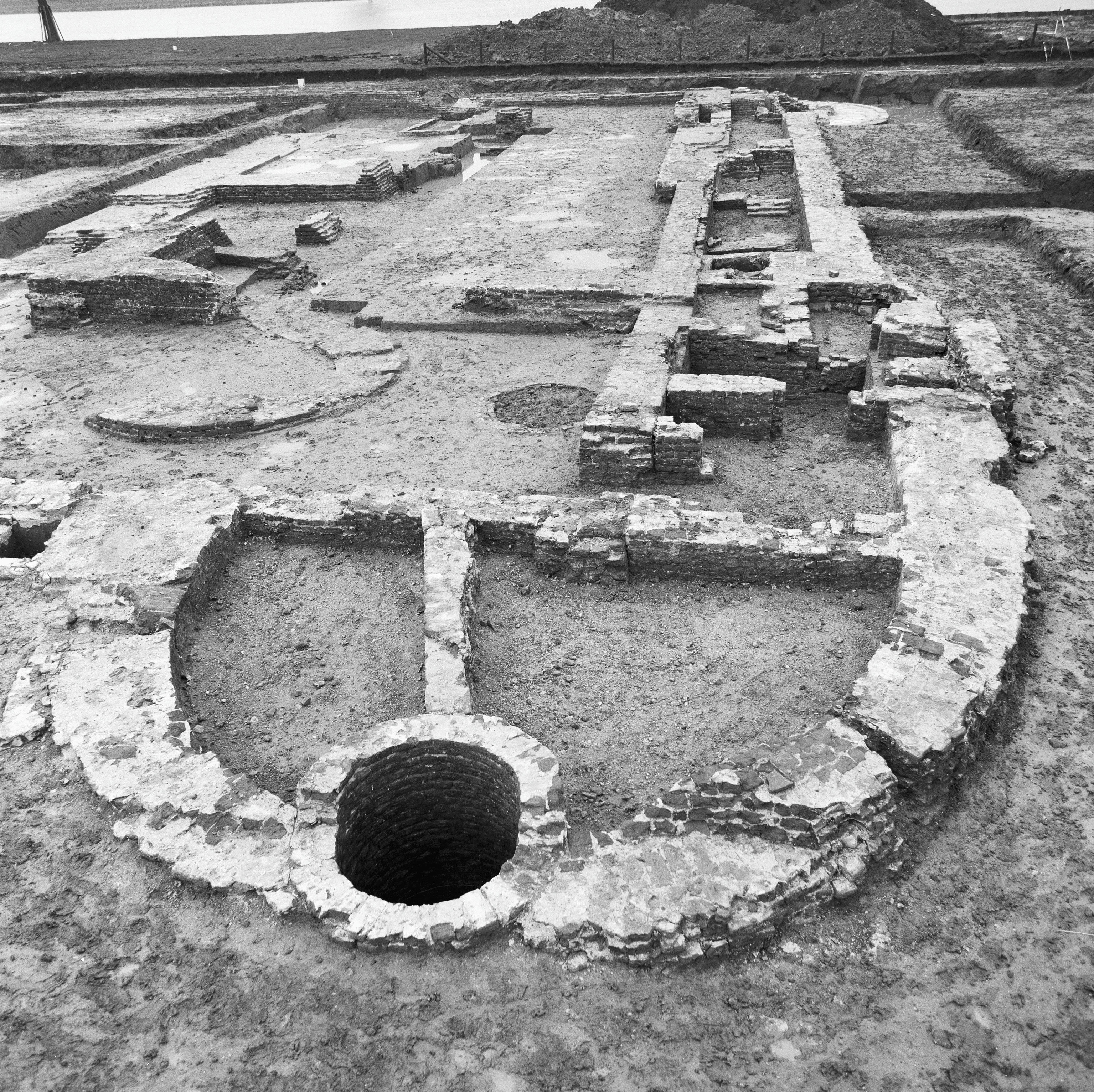
Kasteelterrein, tijdens opgravingen, 1980
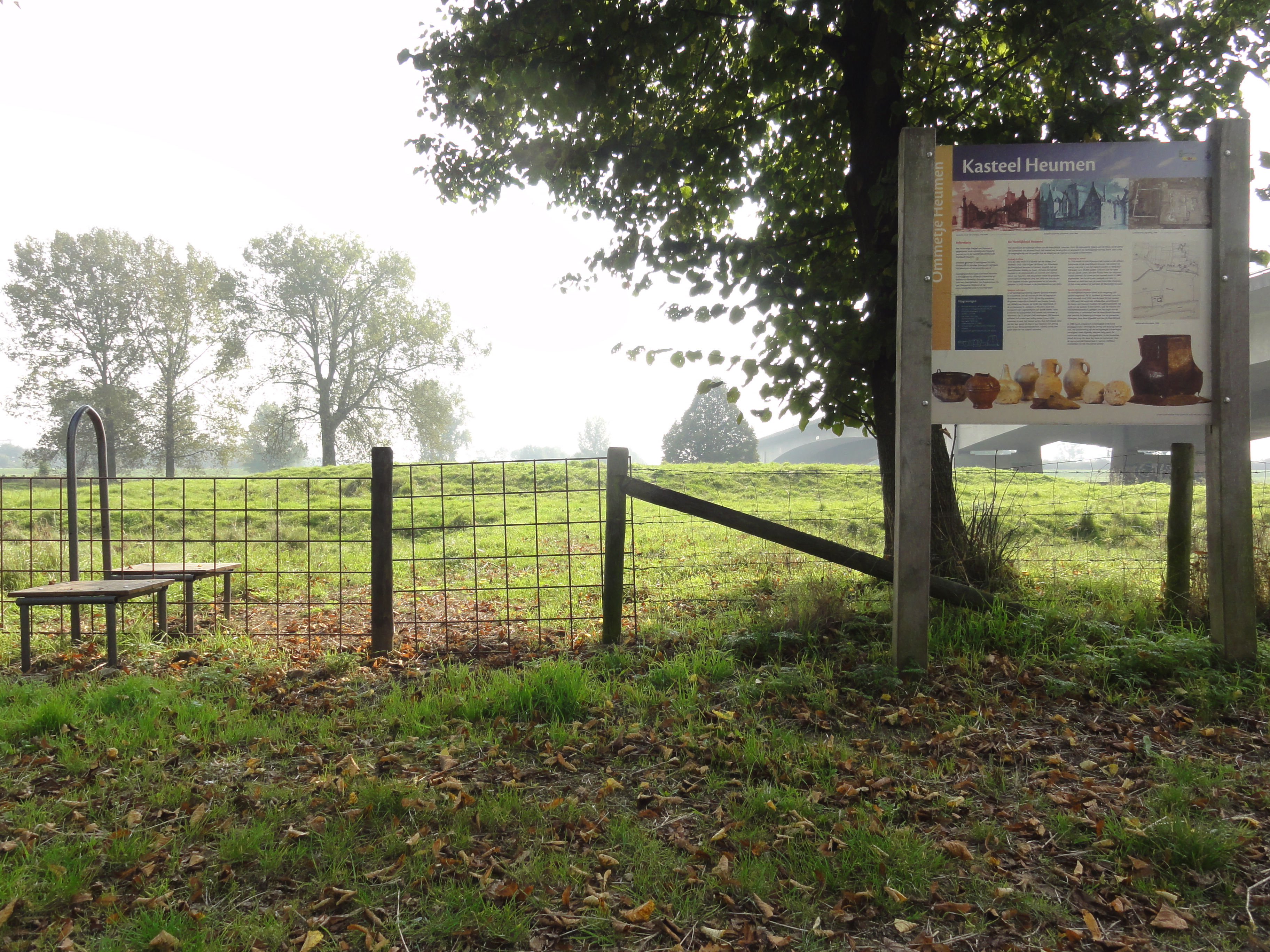
Kasteelterrein, met infopaneel, 2014
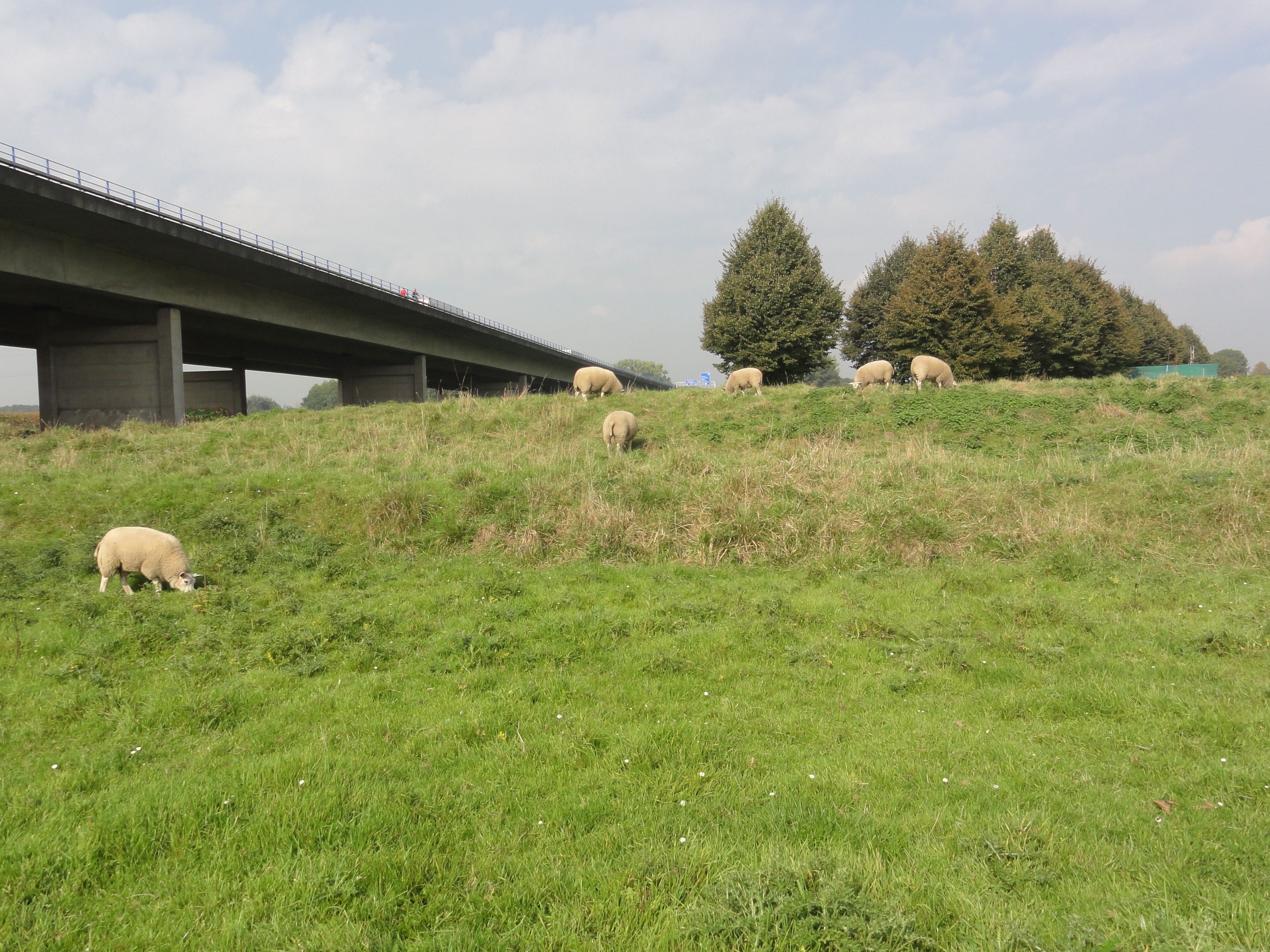
Kasteelterrein, naast de snelweg, 2014